# Legendernes tid
Legendernes tid (originaltitel Legends of the Fall) er en amerikansk film fra 1994, instrueret af Edward Zwick og med Brad Pitt, Anthony Hopkins, Julia Ormond og Aidan Quinn i hovedrollerne.

## Handling
Vi følger familien Ludlow i Montanas ødemark i tiden fra århundredeskiftet frem til 1960'erne. Oberst William Ludlow ser med afsky på regeringens behandling af indianerne og flytter med sine tre sønner Alfred, Samuel og den vilde, uberegnelige Tristan, så langt væk fra regeringshæren som muligt. De tre brødre er nærmest udadskillelige under hele deres opvækst og da den unge, idealistiske Samuel meget mod sin fars vilje melder sig som frivillig under 1. verdenskrig, følger de andre med. De vil leve og dø side om side. Men en dag præsenterer Samuel sin kommende hustru Susannah for familien. Fra den dag er de tre Ludlow-drenge ikke bare brødre. De er pludselig rivaler.